# Square Thomas
 (signalé en juin 2025).
Si vous disposez d'ouvrages ou d'articles de référence ou si vous connaissez des sites web de qualité traitant du thème abordé ici, merci de compléter l'article en donnant les références utiles à sa vérifiabilité et en les liant à la section « Notes et références ».
- Archive Wikiwix
- Bing
- Cairn
- DuckDuckGo
- E. Universalis
- Gallica
- Google
- G. Books
- G. News
- G. Scholar
- Persée
- Qwant
- (zh) Baidu
- (ru) Yandex
- (wd) trouver des œuvres sur Wikidata

 (février 2024).
Le square Thomas est un parc public de Colmar en Alsace.

## Localisation
Il est situé dans le quartier centre.
On y accède par le boulevard du Champ-de-Mars et l'avenue de la Marne.

## Caractéristiques

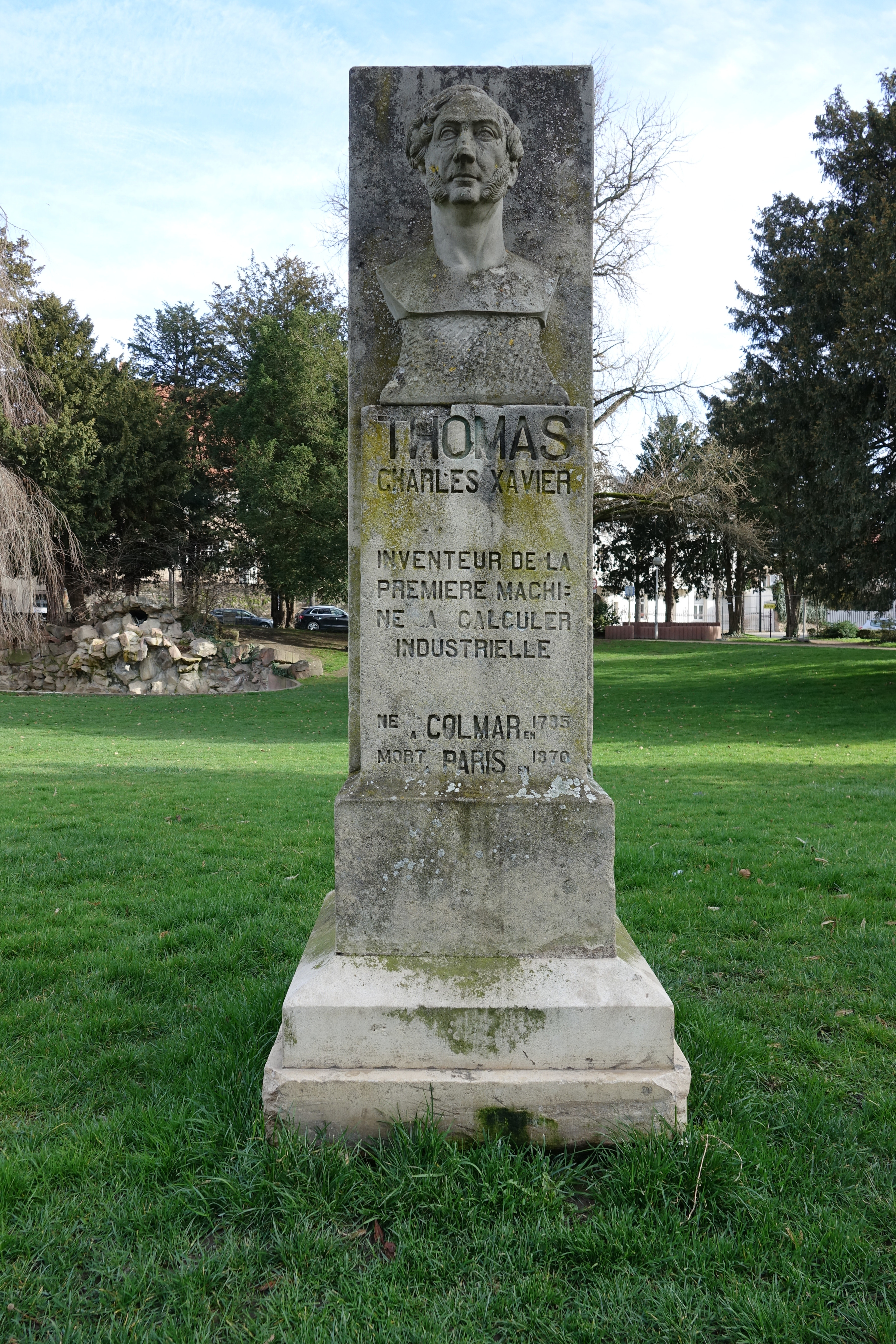
Monument à Charles Xavier Thomas.

On y trouve le monument à Charles Xavier Thomas de Colmar, inventeur de la première machine à calculer industrielle.